# Bellegarde-en-Diois
Bellegarde-en-Diois ist eine französische Gemeinde im Département Drôme in der Region Auvergne-Rhône-Alpes (vor 2016 Rhône-Alpes). Sie gehört zum Arrondissement Die und zum Kanton Le Diois. Sie grenzt im Nordwesten an Jonchères, im Nordosten an Beaumont-en-Diois, im Südosten an Saint-Dizier-en-Diois, im Süden an Establet und im Südwesten an La Motte-Chalancon.

## Bevölkerungsentwicklung

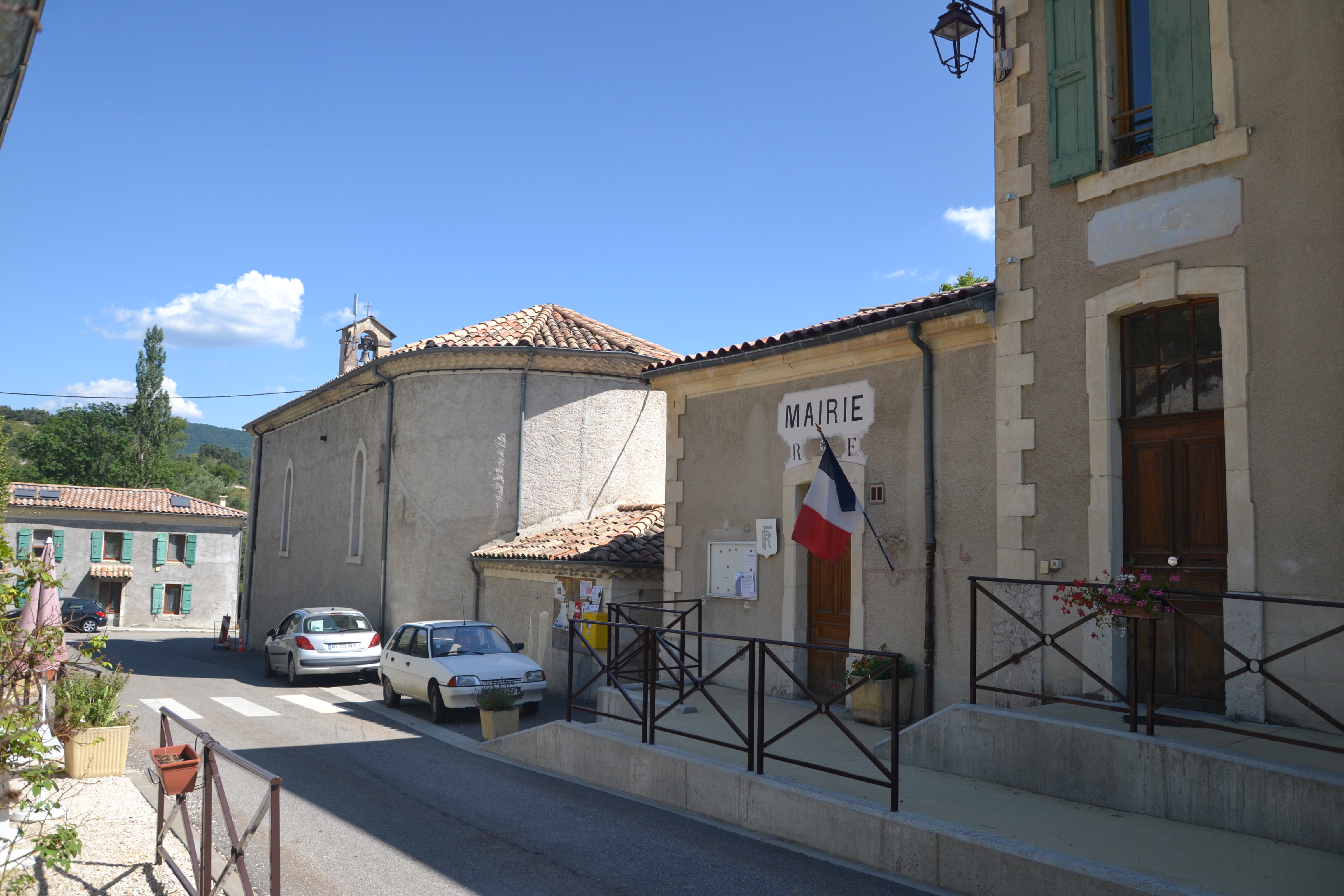
Kirche Saint-Pierre und Mairie

| Jahr                       | 1962 | 1968 | 1975 | 1982 | 1990 | 1999 | 2008 | 2015 |
| -------------------------- | ---- | ---- | ---- | ---- | ---- | ---- | ---- | ---- |
| Einwohner                  | 102  | 73   | 61   | 77   | 73   | 63   | 77   | 81   |
| Quellen: Cassini und INSEE |      |      |      |      |      |      |      |      |